# Tour of Hainan
Die Tour of Hainan ist ein Straßenradrennen in China.
Gegründet wurde das Etappenrennen 2006 und führte bis 2007 in acht Etappen durch die Insel-Provinz Hainan. Ab 2008 wurde das Rennen auf zehn Etappen erweitert. Von Beginn an war die Rundfahrt Teil der UCI Asia Tour. 2006 zunächst noch mit der Kategorie 2.2, ab 2007 jedoch mit 2.1 eingestuft, zählt die Rundfahrt ab 2009 zur Kategorie 2.HC und gehörte damit zu den wichtigsten Rennen der UCI Asia Tour. Nach der Austragung im Oktober 2018 wurde der Wettbewerb in den Spätwinter verschoben und sollte ab 2020 als Rennen der neuen UCI ProSeries ausgetragen werden. Wegen der in Folge der COVID-19-Pandemie geschlossenen Grenzen Chinas wurde die Tour of Hainan allerdings bis 2023 nicht mehr ausgetragen.

## Palmarès
| Jahr | Sieger                            | Zweiter                      | Dritter                      |
| ---- | --------------------------------- | ---------------------------- | ---------------------------- |
| 2006 | Sergei Alexandrowitsch Kolesnikow | Satoshi Hirose               | Yoshiyuki Abe                |
| 2007 | Robert Radosz                     | Roman Gennadijewitsch Klimow | Pascal Hungerbühler          |
| 2008 | Boris Ruslanowitsch Schpilewski   | David McCann                 | Błażej Janiaczyk             |
| 2009 | Francisco José Ventoso            | Grega Bole                   | Witalij Buz                  |
| 2010 | Walentin Iglinski                 | Johnnie Walker               | Alexei Michailowitsch Markow |
| 2011 | Walentin Iglinski                 | Reinardt Janse van Rensburg  | Alexander Schmitt            |
| 2012 | Dmitri Grusdew                    | Walentin Iglinski            | Tobias Ludvigsson            |
| 2013 | Moreno Hofland                    | Frédéric Amorison            | Tom Leezer                   |
| 2014 | Julien Antomarchi                 | Niccolò Bonifazio            | Andrei Seiz                  |
| 2015 | Sacha Modolo                      | Andrei Seiz                  | Julien El-Farès              |
| 2016 | Alexei Luzenko                    | Przemysław Niemiec           | Matej Mohorič                |
| 2017 | Jacopo Mosca                      | Benjamín Prades              | Emīls Liepiņš                |
| 2018 | Fausto Masnada                    | Gino Mäder                   | Julien El-Farès              |
| 2023 | Óscar Sevilla                     | Sebastian Berwick            | James Piccoli                |
| 2024 | Aaron Gate                        | Henok Mulubrhan              | Filippo Magli                |